# Paraibano
Paraibano is een gemeente in de Braziliaanse deelstaat Maranhão. De gemeente telt 20.255 inwoners (schatting 2009).